# Conferencia de los 7000 cuadros
La conferencia de los 7000 cuadros (chino simplificado: 七千人大会; chino tradicional: 七千人大會) fue una de las mayores conferencias de trabajo del Partido Comunista de China (PCCh) que tuvo lugar en Pekín, China, del 11 de enero al 7 de febrero de 1962.

## Historia
A la conferencia asistieron más de 7000 funcionarios del partido en todo el país, centrándose en los problemas del Gran Salto Adelante que resultó en la muerte de decenas de millones en la Gran Hambruna China.
Durante la conferencia, Liu Shaoqi, el segundo presidente de China, pronunció un importante discurso que atribuyó formalmente el 30% de la hambruna a desastres naturales y el 70% a errores cometidos por el hombre, que fueron principalmente las políticas del Gran Salto Adelante desde 1958. Las políticas de Mao Zedong fueron criticadas y Mao también hizo autocrítica. Lin Biao, sin embargo, continuó alabando a Mao en la conferencia. La conferencia promovió el «centralismo democrático» dentro del Partido Comunista.

## Consecuencias
Después de la conferencia de 7000 cuadros, Liu Shaoqi, con la ayuda de Deng Xiaoping, estuvo a cargo de la mayoría de las políticas dentro del partido y el gobierno, mientras que Mao asumió un papel como semirretirado. Liu Shaoqi, Deng Zihui y otros llevaron a cabo reformas económicas como «sanzi yibao» (三自 一 包) que permitieron el libre mercado. Más tarde, Mao criticó las reformas por «tratar de destruir el socialismo».
Además, el desacuerdo entre Mao Zedong con Liu Shaoqi y Deng Xiaoping se hizo cada vez más evidente, especialmente en el llamado de Mao a "nunca olvidar la lucha de clases". En 1963, Mao lanzó el "Movimiento de Educación Socialista" y en 1966, lanzó la Revolución Cultural para volver al centro del poder, durante el cual Liu fue perseguido hasta la muerte como "traidor" y "compañero de ruta capitalista" y Deng también fue purgado. Lin Biao, por otro lado, fue formalmente seleccionado por Mao como su sucesor en 1969.